# 卡爾滕巴赫河 (埃爾夫河支流)
49°40′20.94″N 9°22′36.67″E / 49.6724833°N 9.3768528°E

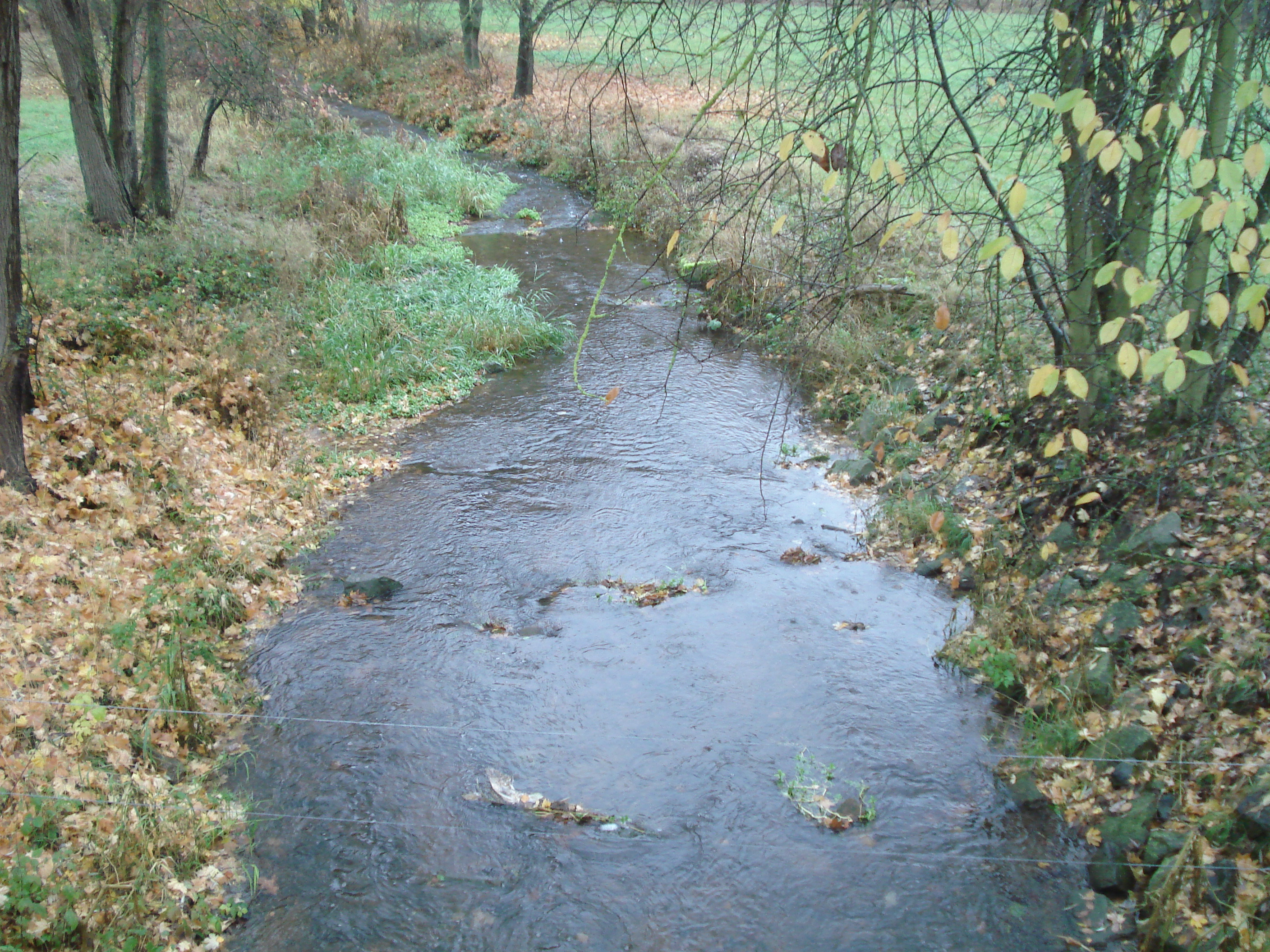

卡爾滕巴赫河（德語：Kaltenbach），是德國的河流，位於該國東南部，由巴伐利亞負責管轄，屬於埃爾夫河的左支流，河道全長8.6公里，流域面積38.5平方公里，流經巴登-符騰堡。